# Kleiner Müllroser See
Der Kleine Müllroser See (in amtlichen Karten auch Kleiner See) ist ein See im Landkreis Oder-Spree in Brandenburg zwischen dem Oder-Spree-Kanal im Norden und dem Großen Müllroser See im Süden.

## Beschreibung
Aus dem Großen Müllroser See kommend mündet die Schlaube in den See. Der Abfluss erfolgt in den Oder-Spree-Kanal. Dieser Abschnitt des Oder-Spree-Kanals gehörte von 1668 bis 1891 zum Friedrich-Wilhelm-Kanal, der hier das Bett der Schlaube benutzte, die bis dahin aus dem See nach Osten zur Oder floss.
Der Kleine Müllroser See gehört von der Schlaubenmündung bis zum Oder-Spree-Kanal bei SOW-km 103,86 zur Bundeswasserstraße Spree-Oder-Wasserstraße, hier mit ihrer Teilstrecke Oder-Spree-Kanal; zuständig ist der Außenbezirk Fürstenwalde vom Wasserstraßen- und Schifffahrtsamt Spree-Havel. Als Wasserstraße der Klasse I kann der See von Fahrzeugen/Verbänden befahren werden, die nicht länger als 50 m und breiter als 8,25 m sind; dabei darf eine Abladetiefe von 1,60 m nicht überschritten werden. Am Gewässer befindet sich eine Marina.

## Fischerei
Im See finden sich Bestände an Aal, Barsch, Brassen, Hecht, Karpfen, Rapfen, Rotauge, Schlei, einzelne Welse und Zander. Interessenten können Angelkarten erwerben. Der See ist für Motorboote freigegeben.

## Historie
In Müllrose haben Schifffahrt und Schiffsbau eine lange Tradition. Bereits 1820 errichtete der Schiffsbauer Gottlieb Kleemann eine Werft am Kleinen Müllroser See. Ihre Existenz begünstigte die Gründung eines Schiffervereins. Im Jahre 1892 gründete der Schlesier Hermann Haase ebenfalls eine Werft, in der jährlich 10 bis 12 Breslauer Maßkähne entstanden. Dieser Odermaßkahn, auch Breslauer Maßkahn genannt, hatte eine Länge von 55 m, eine Breite von 8 m sowie eine Tragfähigkeit von 550 t. Der Tiefgang war auf 1,40 m begrenzt, so waren die Kähne optimal an die Gegebenheiten der Oder angepasst.
Die Werft wechselte im Laufe der Jahre die Eigentümer und wurde 1957 verstaatlicht. Bis 1990 hieß der Betrieb VEB Schiffsreparaturwerft Müllrose.
Ebenfalls 1892 gründete Karl Möser eine Werft, diese bestand bis in die 1970er Jahre. Heute befindet sich an dieser Stelle die Marina Schlaubetal.
Die dritte Werft wurde 1900 gegründet, Fritz Kubler beschäftigte bis zum Ende des Ersten Weltkrieges bis zu 40 Arbeiter. Nach dem Ende des Krieges mussten er und Heinrich Sellerbeck, der 1909 die Haasesche Werft übernommen hatte, als Reparationsleistung für den verlorenen Krieg Kähne bauen, welche nach Frankreich gingen.
In den Jahren 1932 und 1933 wurde – im Rahmen einer Reichsarbeitsbeschaffungsmaßnahme – die spitzwinklige Ein- und Ausfahrt des Sees am Oder-Spree-Kanal bei km 102,86 durch eine gerade, im Volksmund Durchstich genannte, bei km 103,86 ersetzt. Die Maßnahme wurde nötig, da im Nebel die Schiffe oft die Einfahrt des Sees verfehlten. Von der ursprünglichen Ein- und Ausfahrt bestehen heute noch am Kanal 200 Meter als Altstrecke.